# Arthur Moore
Arthur Ernest Moore, detto Artie (Pontllanfraith, 29 aprile 1887 – Bristol, 20 gennaio 1949), è stato un radioamatore e telegrafista britannico. 
Divenne noto per essere riuscito a intercettare i segnali di soccorso del Titanic in tempo reale (nelle primissime ore del 15 aprile 1912) prima ancora che la notizia del disastro diventasse di dominio pubblico nel Regno Unito qualche giorno dopo. Dopo la notorietà di questa impresa, ha continuato con successo una carriera nelle vendite, nella gestione e nello sviluppo delle prime radio, lavorando nell'azienda di Marconi.

## Biografia
Moore nasce a Pontllanfraith, figlio maggiore del mugnaio locale, William Moore. In giovane età Moore fu coinvolto in un incidente in un mulino, che causò la perdita della parte inferiore della sua gamba destra, e per il resto della sua vita indossò una gamba di legno. All'età di dieci anni, Moore sviluppò un interesse per l'ingegneria dilettantistica. Grazie alle sue capacità nell'ingegneria dilettantistica, entrò nel concorso in The Model Engineerrivista. Ricevette come premio un libro di Sir Oliver Lodge dal titolo Modern Views of Magnetism And Electricity, che suscitò il suo interesse per il wireless.
Nell'estate del 1912, le attività di Moore e la pubblicità che lo circondava a seguito del disastro del Titanic lo portarono presto all'attenzione del comitato di educazione del Monmouthshire, che gli offrì una borsa di studio alla British School of Telegraphy di Clapham, a Londra. Dopo aver studiato per soli tre mesi, Moore partecipò all'esame governativo Wireless Telegraphy and Morse Code, in cui ebbe successo.
Grazie a questo esame, Guglielmo Marconi stesso lo invitò ad unirsi alla sua squadra di telegrafisti.
Nel 1914, Moore fu trasferito al "Dipartimento attrezzature navali" della Marconi Company e allo scoppio della prima guerra mondiale fu assunto come tecnico in alcune navi mercantili.
Nel 1932 brevettò una forma molto antica di Sonar, chiamata Echometer.
Moore rimase presso lo stabilimento di Marconi ad Avonmouth fino al suo pensionamento nel 1947, ma nel 1948, per motivi di salute, si trasferì in Giamaica per riprendersi. Aveva 62 anni e non sarebbe mai più tornato in Galles, la sua terra natale. Dopo soli sei mesi in Giamaica, partì per l'Inghilterra e giovedì 20 gennaio 1949 morì in una casa di convalescenza a Bristol.

## La passione per la radio senza fili
Intorno al 1909, lavorando nel suo mulino, iniziò a erigere antenne a filo e a costruire la sua stazione radio rudimentale, composta da un ricevitore a base coerente e un trasmettitore a spinterometro. Fu il suo talento ingegneristico che gli permise di immagazzinare elettricità nelle sue batterie tramite un generatore accoppiato alla ruota del mulino. Lo stesso generatore veniva utilizzato anche per caricare batterie per le fattorie locali che all'epoca non erano collegate alla rete elettrica.
Rimanendo sveglio nelle prime ore del mattino, seduto alla sua stazione, spesso ascoltava i segnali che partivano dalle navi, sia passeggeri che mercantili, che viaggiavano nelle acque costiere intorno al Galles.
Nel 1911 Moore contribuì a scrivere la prima pagina del quotidiano londinese The Daily Sketch, dopo aver intercettato la dichiarazione di guerra del governo italiano contro la Libia.
Nel 1912, Moore aveva 26 anni e le sue conoscenze e abilità nella costruzione wireless erano migliorate a tal punto che era in grado di costruire apparecchiature di ricezione più sensibili e sofisticate.

### Il messaggio dal Titanic
La ricezione della richiesta di soccorso del RMS Titanic diede inizio alla sua vera e propria carriera nel campo del wireless.
Nelle prime ore del 15 aprile 1912, Moore, usando il suo apparecchio radio rudimentale, ricevette un debole segnale nel codice Morse:
"CQD SOS Titanic Posizione 41.44 N 50.24 W. Richiediamo assistenza immediata. Venite subito. Abbiamo colpito un iceberg. Affondiamo... Stiamo facendo evacuare le donne sulle scialuppe..."
Moore continuò a trascrivere i segnali Morse che stava ricevendo: "Stiamo mandando i passeggeri su piccole imbarcazioni" "Donne e bambini su scialuppe, non possiamo durare a lungo..."
Poi arrivò il segnale finale: "Vieni il prima possibile, amico - riferito al RMS Carpathia - ; la nostra sala macchine si sta riempiendo di acqua".
Moore trasmise la notizia alla gente del posto e alla stazione di polizia locale, ma nessuno gli credette. Due giorni dopo, la popolazione ricevette conferma dalla stampa. I giornali inoltre confermarono - come Moore aveva sostenuto - che il nuovo segnale di aiuto "SOS" era stato usato per la prima volta dagli operatori del Titanic, così dimostrando che Moore avesse realmente ricevuto i segnali dal transatlantico.